# Madeleine-Anna Charmelot
Madeleine-Anna Charmelot est une historienne française.
Ancienne employée des PTT originaire de Bourgogne, elle s'installe à Mayenne en 1943. Historienne, érudite et poète, elle s'intéresse à la Mayenne, à son passé, à son folklore. À partir de 1960, elle effectue des recherches sur la Chouannerie qu'elle considère « comme une jacquerie bien éloignée de la politique ». Elle est l'auteur de nombreux articles, études et poèmes, elle travaille pour le C.N.R.S., en collaborant aux Annales historiques de la Révolution française. Elle a publié une étude sur la Chouannerie, et aussi documenté sur le sujet des producteurs de télévision, et plusieurs de ses pièces historiques ont été jouées à la radio en France et en Belgique. C'est aussi une spécialiste de Saint-Just. Elle a collaboré au Figaro littéraire, à Historia, Histoire pour tous, Bateau ivre, Histoire magazine, Képi blanc, etc.
Elle habite Vincennes dans les années 1980.

## Publications
- « Autour de Saint-Just », Annales historiques de la Révolution française, n°183, 1966, p. 61-83.
- Saint-Just ou le chevalier Organ. Paris, Éditions Sésame. 1957.